# Franz Müntefering
Franz Müntefering (* 16. ledna 1940 Neheim, Německo) je německý průmyslový manažer a politik, bývalý předseda Sociálnědemokratické strany Německa (SPD), spolkový ministr práce a sociálních věcí a dopravy a vicekancléř ve vládě Angely Merkelové.

## Život

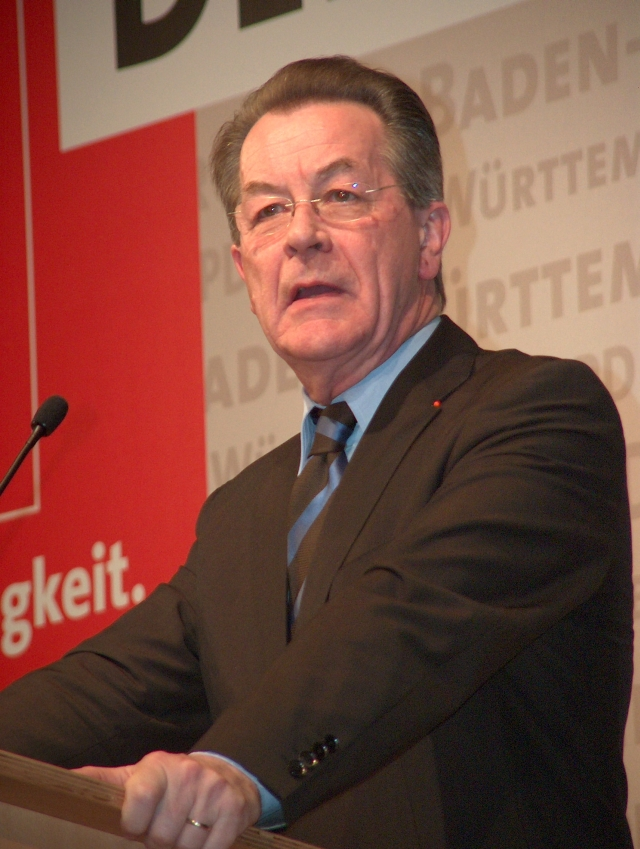
Franz Münteferin (2006)

V roce 1966 vstoupil do Sociálnědemokratické strany Německa. V letech 1975 až 1992 a znovu od roku 1998 byl poslancem Spolkového sněmu. V letech 1995 až 1998 pak poslancem zemského parlamentu Severního Porýní-Vestfálska. Ve stejné době zastával post stranického spolkového jednatele (Bundesgeschäftsführer). Krátce byl jmenován ministrem dopravy, výstavby a bydlení ve vládě Gerharda Schrödera (říjen 1998 až září 1999), poté generálním tajemníkem SPD (1999 až 2002) a předsedou parlamentního klubu strany. V březnu 2004 nahradil Schrödera v čele SPD.
Dne 31. října 2005 byl Münteferingem preferovaný kandidát na funkci generálního tajemníka SPD Kajo Wasserhövel poražen kandidátkou levého křídla strany Andreou Nahlesovou. Müntefering následně rezignoval na post předsedy strany a byl nahrazen Matthiasem Platzeckem na stranickém sjezdu z 15. listopadu 2005. Dne 22. listopadu téže roku se stal ministrem práce a sociálních věcí a vicekancléřem ve vládě Angely Merkelové. Post zastával až do 21. listopadu 2007, kdy rezignoval z rodinných důvodu. Jeho žena totiž onemocněla rakovinou. Po její smrti v červenci 2008 se rozhodl vrátit do aktivní politiky a dne 18. října 2008 byl opět zvolen předsedou SPD. Po porážce ve spolkových parlamentních volbách z roku 2009 odstoupil z funkce předsedy strany.